# タマーシュ・パール
タマーシュ・パール（Tamás Pál, 1937年7月16日 - ）は、ハンガリーの指揮者。

## 経歴
1937年、ハンガリー南東部のジュラで生まれた。1965年にリスト・フェレンツ音楽専門学校で作曲と指揮法で学位を取得して卒業。在学中の1960年からハンガリー国立歌劇場の練習ピアニストとして働いており、ヤーノシュ・フェレンチクやランベルト・ガルデルリらの謦咳に接した。
1964年、同歌劇場でヴォルフガング・アマデウス・モーツァルトの《後宮からの誘拐》を指揮してデビューを果たし、同歌劇場の指揮者陣の一人として1975年まで在籍した。1975年から1983年までセゲド国立歌劇場の音楽監督を務め、1986年までセゲド交響楽団やセゲド楽友合唱団等の指揮者も兼任した。1986年から1989年までブダペスト芸術週間のディレクターを務めた。1989年から1990年まで、セゲド交響楽団に首席指揮者として再任され、1996年から1999年までセゲド国立歌劇場の音楽監督を再び務めた。2001年から2006年までソンバトヘイ交響楽団の芸術監督を務めた。
教育者としては、1999年から2008年まで母校のリスト・フェレンツ音楽大学で教鞭を取り、2008年にセゲド大学の音楽学部に転じた。